# BOK Center
Das BOK Center (voller Name: Bank of Oklahoma Center) ist eine Multifunktionsarena in der US-amerikanischen Stadt Tulsa im Bundesstaat Oklahoma.

## Geschichte
Entworfen wurde das Gebäude von César Pelli. Der Grundstein wurde am 31. August 2005 gelegt. Bis zur Fertigstellung der Halle am 30. August 2008 betrugen die Baukosten 196 Millionen US-Dollar, die privat und öffentlich finanziert wurden. Die Bank of Oklahoma ist Namensgeber der Arena, welche maximal 19.199 Zuschauer fasst. Ausgelegt ist die Halle unter anderem für Konzerte, Shows sowie verschiedenste Sportarten wie Basketball, Eishockey, Wrestling oder Arena Football. Das BOK Center ist eine vielgenutzte Konzertarena.

## Galerie

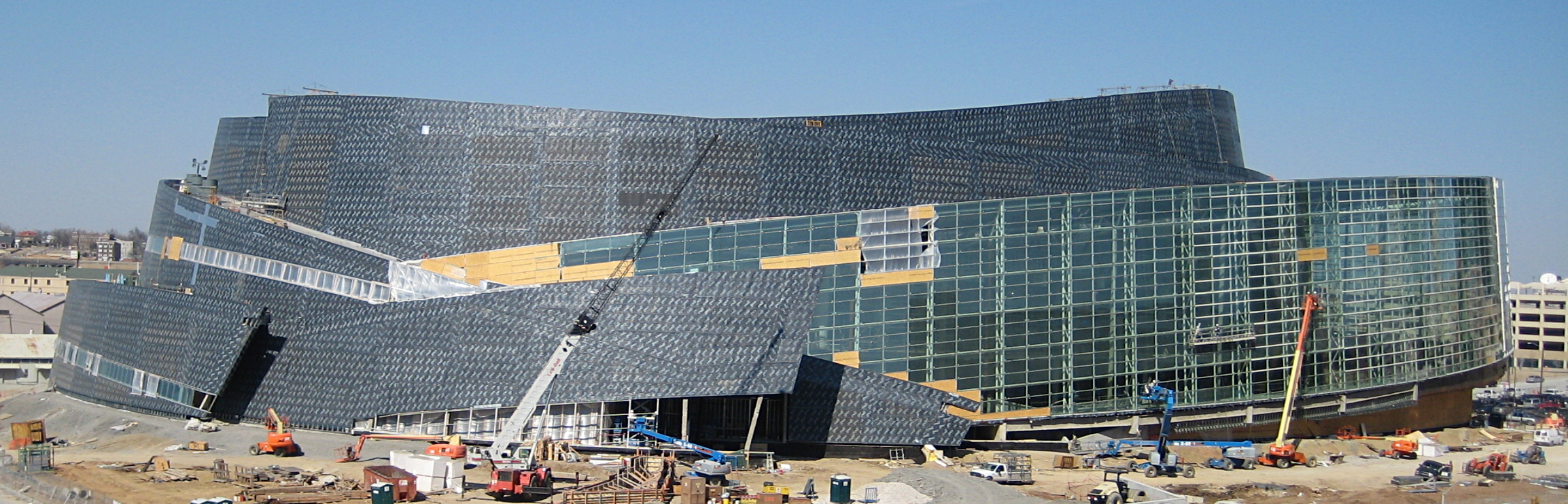
Die Baustelle im März 2008
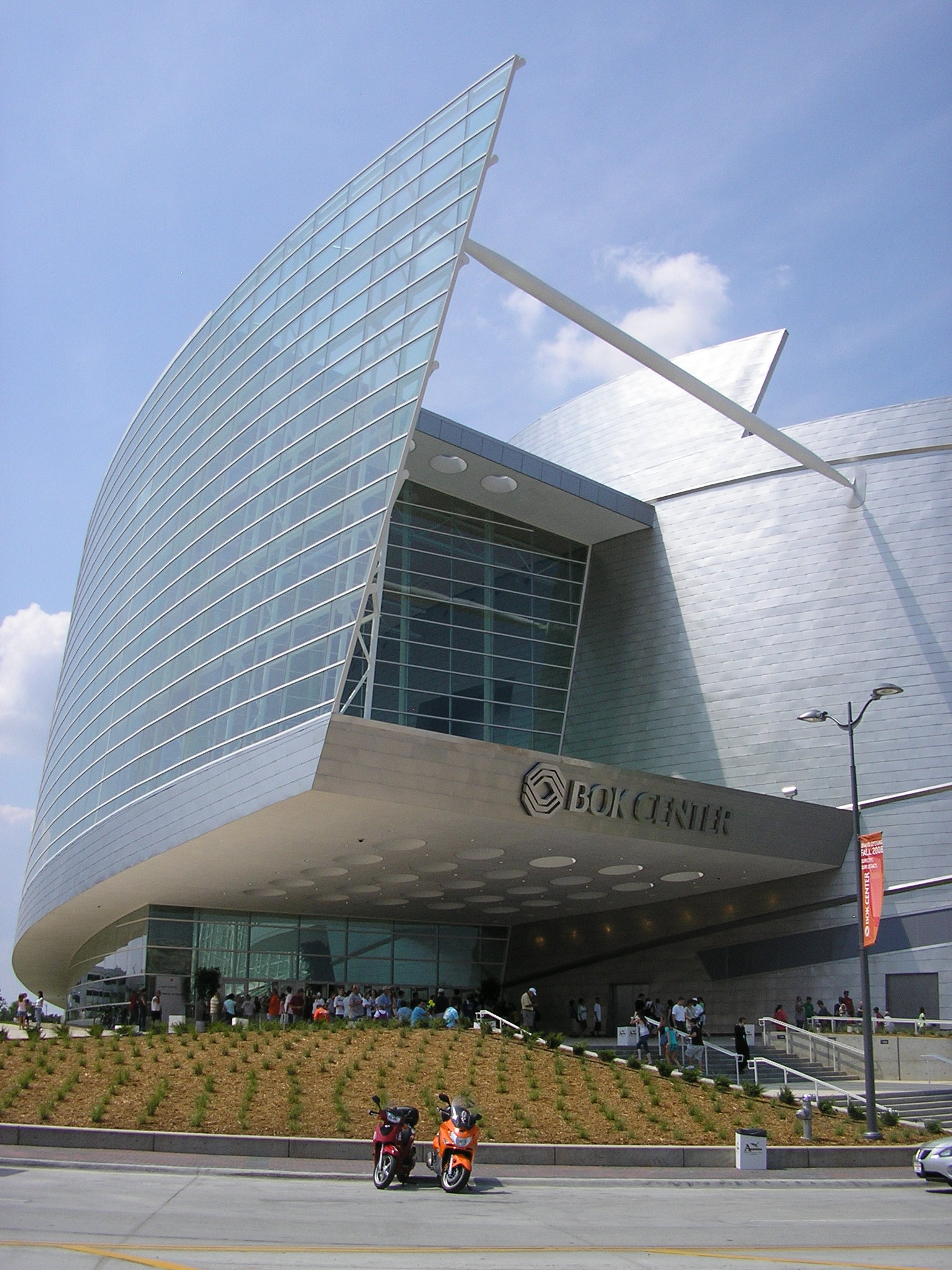
Der Eingangsbereich des BOK Center
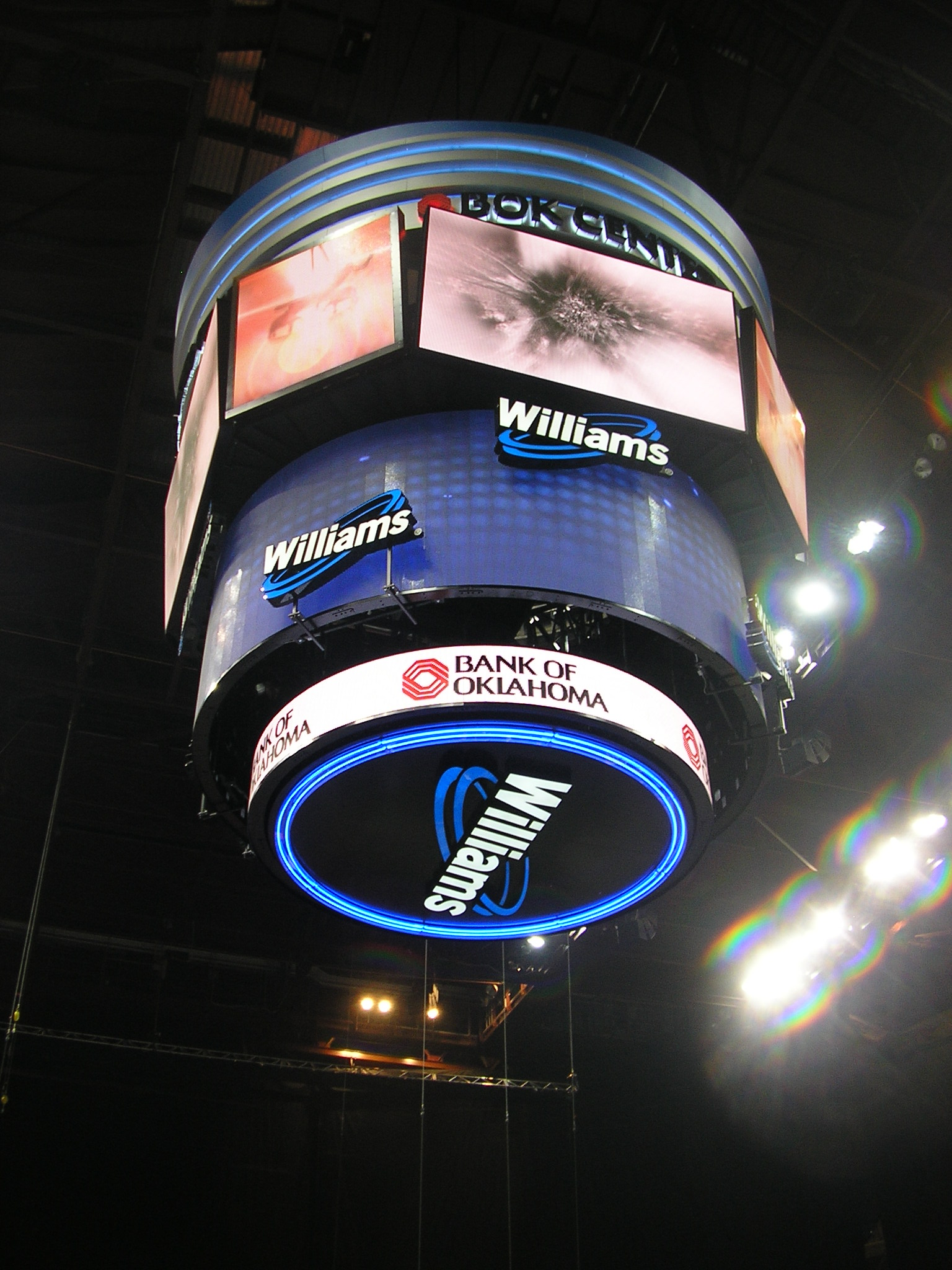
Der Videowürfel unter der Hallendecke
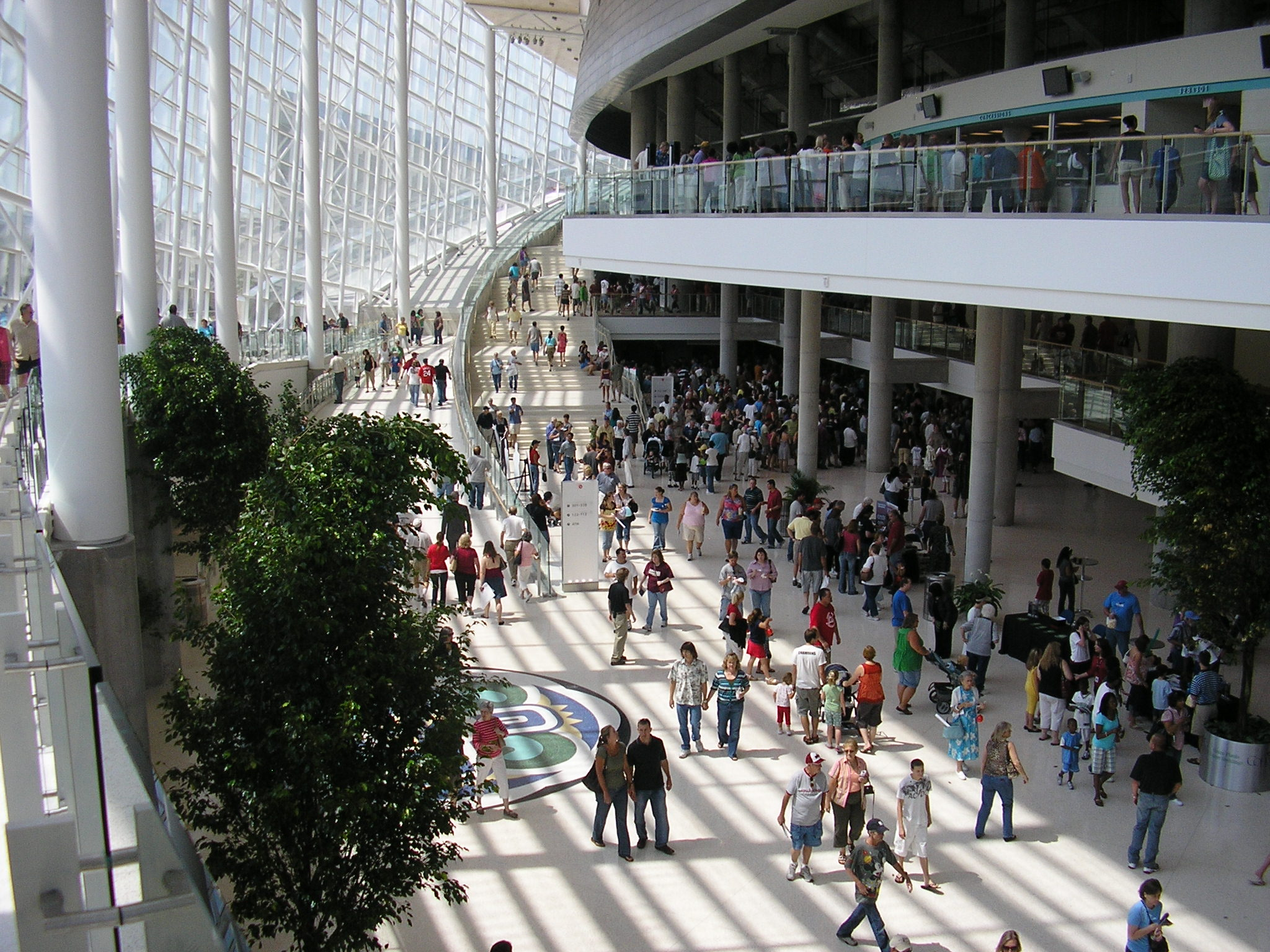
Im Foyer der Halle
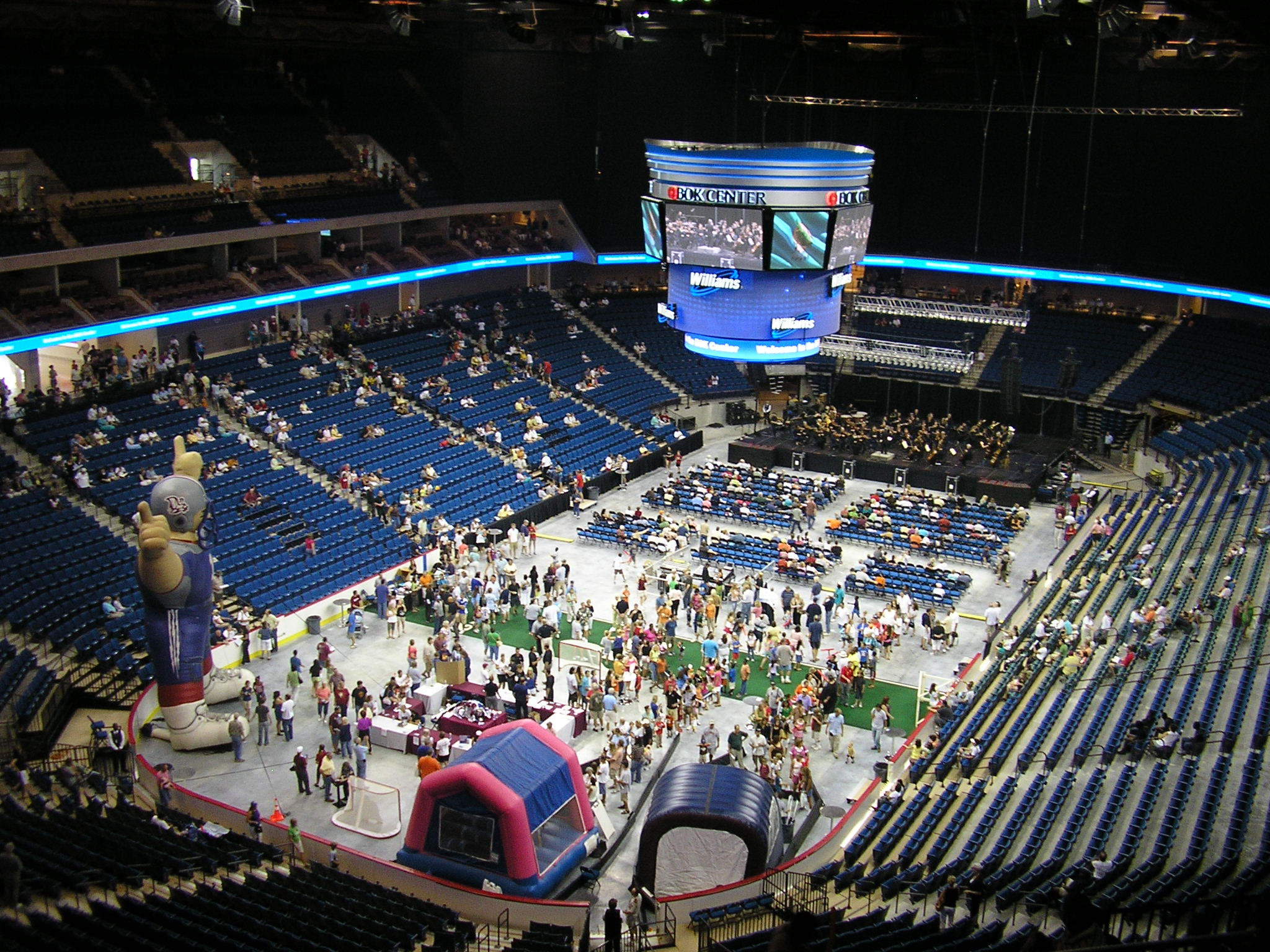
Der Innenraum beim Tag der offenen Tür am 30. August 2008